# Kościoły podczas konfliktu polsko-ukraińskiego 1848–1945
Kościoły podczas konfliktu polsko-ukraińskiego w latach 1848–1945 – działania i reakcje Kościoła rzymskokatolickiego, greckokatolickiego, ormiańskokatolickiego oraz Kościoła prawosławnego wobec konfliktu polsko-ukraińskiego na terenie Austrii, II Rzeczypospolitej i podczas okupacji w latach 1939–1945.

## Przed I wojną światową
Pierwszym politycznym wystąpieniem Ukraińców na terenie Galicji było powołanie Głównej Rady Ruskiej podczas Wiosny Ludów. Przewodniczącym Rady został biskup Hryhorij Jachymowycz, a w jej składzie działało wielu księży greckokatolickich. Rada wysunęła wobec władz austriackich wiele żądań o charakterze narodowym. Dziełem Rady było utworzenie Macierzy Halicko-Ruskiej, otwarcie Narodnego Domu we Lwowie, Soboru Ruśkych Uczenych, jak również wydanie pierwszej ukraińskiej gazety w Galicji – „Zorii Hałyćkej”. Były to organizacje stanowiące podstawę ukraińskiego rozwoju narodowego.
Część duchownych zarówno grecko-, jak i rzymskokatolickich, weszło w skład Rady Przybocznej utworzonej w 1848 przez gubernatora Franza Stadiona.
W 1863 we Lwowie, po kilkuletnich dyskusjach i konsultacjach, duchowieństwo rzymsko- i greckokatolickie podpisało umowę zwaną popularnie Concordia, regulującą stosunki pomiędzy oboma obrządkami.

## Okres międzywojenny

### Polski Autokefaliczny Kościół Prawosławny
Polski Autokefaliczny Kościół Prawosławny w momencie swojego usamodzielnienia się względem Patriarchatu Moskiewskiego posiadał hierarchię złożoną wyłącznie z biskupów narodowości rosyjskiej (dawniej podległych patriarsze Moskwy). Wychodziła ona z założenia, że rosyjski charakter Kościoła musi zostać zachowany. Prasa prawosławna na początku lat 20. twierdziła, że wprowadzenie do tradycji Kościoła elementów tradycji ukraińskiej lub białoruskiej będzie równoznaczne z odstępstwem od dogmatów starożytnych, dotąd chronionych przez tradycję rosyjską. W opozycji do takiego stanowiska hierarchii od początku istnienia PAKP znalazł się ruch na rzecz ukrainizacji Kościoła, powołujący się na fakt, że Ukraińcy stanowili do 1939 większość wiernych Kościoła. Według danych spisu ludności z 1931 wśród prawosławnych w Polsce było 1,5 mln Ukraińców wobec 900 tys. Białorusinów, 600 tys. Polaków, 125 tys. Rosjan oraz 700 tys. ludzi podających się za „miejscowych”. Prawosławni Ukraińcy dominowali w województwach wołyńskim i lubelskim. Janusz Żarnowski twierdzi ponadto, że z liczby 600 tys. Polaków ok. 50 tys. należy dodatkowo uznać za Ukraińców, którzy nie podali w spisie swojej prawdziwej narodowości.

#### Koncepcja ukraińskiego Kościoła narodowego
Aktywność Ukraińców w łonie Kościoła prawosławnego była związana z rozwojem świadomości narodowej Ukraińców. Znaczenie przynależności wyznaniowej podkreślali również ideolodzy rodzącego się nacjonalizmu ukraińskiego, którzy – zależnie od obszaru działania – uważali Kościół prawosławny lub greckokatolicki za potencjalny czynnik państwotwórczy. Rzadsze były głosy nawołujące do zjednoczenia Ukraińców w jednym Kościele. Prawosławni działacze niepodległościowi uważali usamodzielnienie się PAKP za szansę na uczynienie z Kościoła prawosławnego podobnej instytucji narodowej, jaką był dla Ukraińców z Galicji Kościół katolicki obrządku bizantyjsko-ukraińskiego. Za niezbędne dla realizacji tych planów uważali przeprowadzenie reform w strukturze wewnętrznej Kościoła, chcąc przede wszystkim zwiększyć rolę świeckich w jego działaniu.
Głównymi twórcami koncepcji Kościoła opartego na tradycji ukraińskiej byli działacze niepodległościowi, którzy wyemigrowali z Ukrainy naddnieprzańskiej, m.in. Aleksander Łotocki, Iwan Ohijenko, Dmytro Doroszenko. Głosili oni, że Kościoły wschodnie z samej swojej natury opierają się na podziale narodowościowym, zatem powstanie nowego Kościoła ukraińskiego jest naturalnym procesem. Twierdzili również, że średniowieczna metropolia kijowska była organizacją stricte ukraińską, która została zniszczona poprzez rusyfikacyjną działalność Rosji. Powrót do ukraińskiego charakteru Kościoła na ziemiach polskich traktowali jako powrót do pierwotnego stanu rzeczy. Teza ta wynikała z koncepcji historiograficznej, według której istniała nieprzerwana ciągłość między tradycją Rusi Kijowskiej a Ukrainy. Np. Łotocki przedstawiał następującą periodyzację dziejów Kościoła ukraińskiego:
1. Okres od przyjęcia chrześcijaństwa do najazdu mongolskiego (988–1237)
2. Do podziału metropolii kijowskiej (1237–1410)
3. Odrębność Kościoła ukraińskiego (1415–1686)
4. Zjednoczenie Kościoła ukraińskiego z rosyjskim, opór przed rusyfikacją (1686–1800)
5. Okres dominacji Kościoła rosyjskiego (1800–1915)
6. Okres po upadku caratu[7].

Autorzy koncepcji o istnieniu Kościoła ukraińskiego twierdzili, że – mimo specyfiki swojej historii – był to Kościół analogiczny w strukturze do tradycyjnie uznawanych Kościołów (Serbskiego, Rosyjskiego, Rumuńskiego itp.), posiadający specyficzne tradycje lokalne i własny dorobek w zakresie prawa kościelnego. Wykazywano, że niesłuszne jest nawet traktowanie Kościoła Rosyjskiego jako jego Kościoła-matki. Zwłaszcza Iwan Ohijenko dowodził, że język ukraiński już w XVII-XVIII wieku był na terenie metropolii kijowskiej co najmniej tak rozpowszechniony, jak cerkiewnosłowiański, przy czym dominował w kazaniach. Jego zanik uważał za wynik rusyfikacji. Za cechę Kościoła ukraińskiego podawano również dużą rolę soborów, w których uczestniczyli na równi duchowni i świeccy, oraz obieralność hierarchii. Również i w tym wypadku za powód zniszczenia tej tradycji wskazywano działalność rosyjską. Ohijenko twierdził również, że w odróżnieniu od Kościoła rosyjskiego w tradycji ukraińskiej nie istniał bliski związek między władzą świecką i kościelną.
Zdaniem Papierzyńskiej-Turek koncepcje przedstawiane przez ukraińskich działaczy niepodległościowych w niektórych punktach oparte były na słabych dowodach historycznych. Ich autorom zależało jednak bardziej na zachęceniu współczesnych do zaangażowania w walkę o ukrainizację Kościoła, niż na przedstawieniu pełnych dowodów historiograficznych. W niewielkim stopniu odnosili się również do prób usamodzielnienia się Kościoła na Ukrainie podejmowanych już po 1917.

#### Działania na rzecz ukrainizacji PAKP
Ukraińscy działacze prawosławni byli najgorętszymi krytykami podstawy prawnej działania Kościoła prawosławnego w Polsce – dokumentu o nazwie Tymczasowe przepisy o stosunku rządu do Kościoła prawosławnego w Polsce. Podobnie jak działacze rosyjscy i białoruscy, uważali dokument ten za formalne uznanie stałej ingerencji państwa w sprawy Kościoła. Domagali się jak najszybszego zwołania soboru PAKP, który mógłby wprowadzić zmiany w strukturze Kościoła.
Oddolna działalność ukraińskich aktywistów prawosławnych opierała się na dążeniu do wprowadzeniu na szeroką skalę języka ukraińskiego jako języka pomocniczego lub nawet języka liturgicznego: domagano się wprowadzenia ukraińskiej wymowy języka cerkiewnosłowiańskiego lub odprawiania nabożeństw po ukraińsku, nauki religii i głoszenia kazań w tym języku. Ukraińcy uważali, że fakt, iż stanowią większość wyznawców prawosławia w Polsce uprawnia ich do decydowania o kształcie działalności PAKP. Za zupełnie naturalne zaś uważali postulaty ukrainizacji Kościoła na tych obszarach, gdzie Ukraińcy stanowili większość wiernych. Mimo wielokrotnie powtarzanej potrzeby skoordynowania oddolnych działań w skali całego kraju, ruch ukraiński nigdy nie wykształcił jednolitego programu ani przywództwa (jego zjazd w 1927 podjął ten problem jedynie częściowo). Jego głównymi ośrodkami były Włodzimierz Wołyński i Brześć, a ponadto seminarium duchowne w Krzemieńcu i bractwo cerkiewne w Łucku.
Za pierwszy znaczący moment wyrażenia wymienionych wyżej postulatów uważa się zjazd duchowieństwa i świeckich diecezji wołyńskiej, jaki miał miejsce między 3 a 11 października 1921. Oprócz ogólnego protestu przeciw akcji rewindykacji majątku Kościoła zjazd domagał się wprowadzenia języka ukraińskiego do praktyki liturgicznej. Postulaty Ukraińców, artykułowane coraz wyraźniej w toku trzeciej dekady XX wieku, znalazły się w konflikcie zarówno ze stanowiskiem władz kościelnych, jak i władz państwowych. Polskie władze uważały bowiem wzmacnianie ruchu ukraińskiego poprzez jego wpływy w Kościołach za niecelowe i sprzeczne z dobrem kraju.

#### Konflikt między rządem polskim i kołami ukraińskimi PAKP
Od 1926 władze polskie kierowały się w odniesieniu do Kościoła prawosławnego przekonaniem o konieczności wzmacniania polskości Kresów Wschodnich, w obronie m.in. przed ukraińskim ruchem narodowym. W związku z tym Polski Autokefaliczny Kościół Prawosławny stał się jedną z aren narastającego konfliktu polsko-ukraińskiego. Stanowisko władz polskich wobec niego było niejednoznaczne. Z jednej strony za najpewniejszego gwaranta polskości kontrowersyjnych terytoriów uważano katolicyzm w obrządku łacińskim, z drugiej jednak częściowe wsparcie prawosławie było traktowane jako środek osłabiania Kościoła greckokatolickiego, o jednoznacznym obliczu narodowym i ideowym. Rząd konsekwentnie stał zatem na stanowisku niedopuszczenia do ukrainizacji PAKP. Stąd zdecydowany sprzeciw kolejnych polityków wobec wprowadzania do liturgii języka ukraińskiego oraz wykorzystywanie prawa do usuwania duchownych nieetatowych na podstawie ich poglądów na kwestię ukraińską. Jako alternatywne rozwiązanie traktowano przez pewien czas promocję języka polskiego. Mimo poparcia metropolity Dionizego (Waledyńskiego) dla tej inicjatywy, brak zainteresowania ludności wprowadzeniem języka polskiego do nabożeństw sprawił, że przerwano podjęte już działania w zakresie przygotowywania odpowiednich tekstów liturgicznych.
Do szczególnego zaostrzenia konfliktu polsko-ukraińskiego w Kościele prawosławnym doszło po 1934, kiedy władze województwa lubelskiego, w którym postępy ukrainizacji były największe, zaczęły planowo usuwać z parafii kapłanów o wyraźnym nastawieniu proukraińskim, zaś na biskupie lubelskim Sawie wymusiły szersze stosowanie języka polskiego w kazaniach. Odmienne, bardziej tolerancyjne wobec ukrainizacji stanowisko reprezentował wojewoda wołyński Henryk Józewski. Jeszcze do 1935 władze polskie były zdania, że PAKP może być czynnikiem sprzyjającym asymilacji państwowej Ukraińców. Stąd podjęty został szereg działania na rzecz upowszechniania języka polskiego w Kościele prawosławnym, jakie trwały do 1938. Równolegle jednak władze zdały sobie sprawę ze słabości ruchu prawosławnych Polaków, którzy mimo zachęt ze strony władz nie podejmowali inicjatyw podobnych do ukraińskich. W związku z tym 4 czerwca 1937 na zebraniu Komitetu Koordynacyjnego przy DOK nr II w Lublinie otwarcie stawiano już postulat podjęcia szerokich działań na rzecz polonizacji Wołynia, jednoznacznie uznawanej za odzyskiwanie dla polskości tego, co zostało utracone „dzięki nieprzychylnym koniunkturom politycznym”. Jednym z elementów akcji rewindykacyjno-polonizacyjnej miało być aktywne wspieranie Kościoła rzymskokatolickiego kosztem prawosławia. Walkę z wpływami PAKP pojmowano jako element zwalczania ukraińskiego ruchu narodowego, w tym jego najbardziej radykalnej, nacjonalistycznej postaci.
Rząd konsekwentnie twierdził, że wszyscy, którzy w toku prowadzonej w latach 1937–1938 akcji rewindykacyjnej przeszli na katolicyzm dobrowolnie zmienili religię. Prawosławne środowiska ukraińskie utrzymywały natomiast, że większość przechodzących na katolicyzm czyniła to pod wpływem szantażu i przymusu, lub też za sprawą zatargów z lokalnym klerem prawosławnym. Obecnie wiadomo, że KOP, główny wykonawca akcji nawracania, stosował wobec potencjalnych konwertytów obietnice nadania chłopom ziemi po przejściu na katolicyzm, przekonywał, że ich przodkowie należeli do katolickiej szlachty zagrodowej, jednak posuwał się również do aresztowań i zastraszania prawosławnych. Wydarzenia na Wołyniu, Lubelszczyźnie i Chełmszczyźnie były jedną z przyczyn ogromnego wzrostu antagonizmów polsko-ukraińskich w czasie poprzedzającym II wojnę światową i już po jej wybuchu.

## II wojna światowa

### 1939–1942

#### Kościoły prawosławne

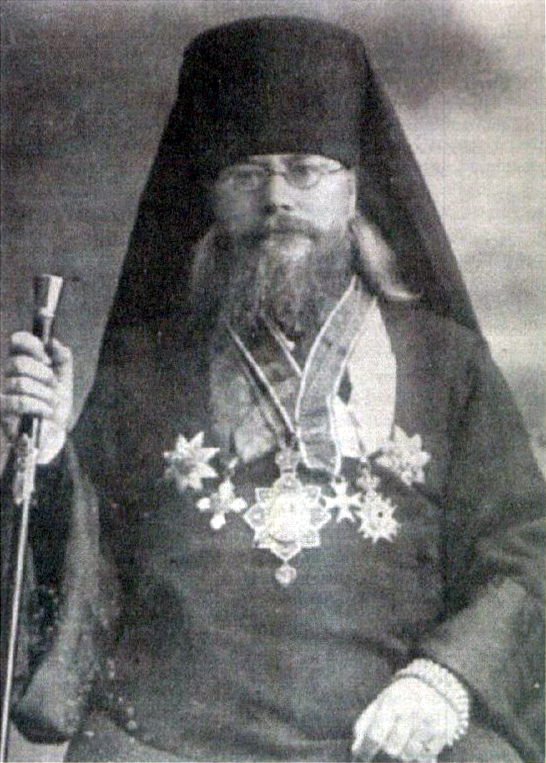
Prawosławny arcybiskup wołyński Aleksy (Hromadśkyj). Ukrainiec z pochodzenia, w publicznych wypowiedziach odżegnywał się jednak od poparcia dla OUN

Po podbiciu Polski przez III Rzeszę władze nazistowskie odsunęły metropolitę Dionizego od zarządzania PAKP i uwięziły w areszcie domowym w Otwocku. Pełniącym obowiązki metropolity warszawskiego i całej Polski został biskup berliński i niemiecki Rosyjskiego Kościoła Prawosławnego poza granicami Rosji Serafin (Lade). W tym czasie działacze Ukraińskiego Cerkiewnego Komitetu starali się przekonać uwięzionego metropolitę do poparcia dążeń Ukraińców do autokefalii, jak również do ogłoszenia przezeń ponownego przejęcia rządów w Kościele. Metropolita przystał wówczas na wyświęcenie w przyszłości dwóch biskupów narodowości ukraińskiej i nadanie językowi ukraińskiemu statusu oficjalnego języka PAKP. 23 września 1940, w czasie audiencji u Hansa Franka, metropolita Dionizy złożył deklarację lojalności, za co pozwolono mu powrócić na urząd zwierzchnika PAKP.
W tydzień później metropolita przewodniczył Soborowi Biskupów Autokefalicznego Kościoła Prawosławnego w Generalnej Guberni, w którym wziął udział tylko on sam i biskup Tymoteusz (Szretter). Metropolita Dionizy zatwierdził decyzję o powołaniu diecezji warszawsko-radomskiej, krakowsko-łemkowskiej i chełmsko-podlaskiej, a następnie – zgodnie z wcześniejszą zgodą – wyświęcił na biskupów archimandrytę Palladiusza (Widybidę-Rudenkę) oraz mnicha Hilariona (Ohijenkę). W sierpniu 1943 metropolita w wystąpieniu radiowym chwalił odwagę żołnierzy niemieckich na froncie wschodnim w walce z „bezbożną bolszewicką nawałą”. Zdaniem Antoniego Mironowicza metropolita był w tym czasie przekonany o trwałości zwycięstwa III Rzeszy na Polską i rychłym upadku ZSRR. Przewidywał całkowitą ukrainizację Kościoła prawosławnego w nowych warunkach politycznych, dlatego sam się do niej włączył – odprawiał nabożeństwa w soborze św. Marii Magdaleny w Warszawie w języku ukraińskim i w tym języku wydawał prasę cerkiewną. Pragnął również – wbrew zastrzeżeniom i zakazom władz nazistowskich – przekształcić Autokefaliczny Kościół w Generalnej Guberni w Ukraiński Autokefaliczny Kościół Prawosławny, co oddawałoby strukturę narodowościową Kościoła. W ramach formowania podstaw autokefalicznego Kościoła na Ukrainie metropolita Dionizy uczynił biskupa Polikarpa (Sikorskiego), Ukraińca z pochodzenia, dotychczasowego biskupa pomocniczego eparchii wołyńskiej, tymczasowym zarządzającym „Autokefalicznym Kościołem na wyzwolonych ziemiach ukraińskich”. Biskup Polikarp przed wojną sympatyzował ze środowiskiem petlurowców, zaś 30 czerwca 1941 poparł akt ogłoszenia niepodległości Ukrainy. Ryszard Torzecki uważa go za zwolennika polityki OUN-B. Jego stanowisko nie było powszechnie podzielane wśród autokefalistów. Metropolita Hilarion (Ohijenko) wypowiadał się przeciwko walkom polsko-ukraińskim, część niższego duchowieństwa współpracowała z oddziałami partyzantki radzieckiej.
Działalność metropolity Dionizego spotkała się ze sprzeciwem części hierarchii przedwojennego PAKP. Biskup Aleksy (Hromadśkyj), również z pochodzenia Ukrainiec, opuścił Kościół Polski i stanął na czele Autonomicznego Kościoła Ukraińskiego, podległego jurysdykcyjnie Kościołowi Rosyjskiemu. Biskup Aleksy starał się przeciwdziałać walce Ukraińców z Polakami, aż do swojej śmierci w zasadzce melnykowskiej (według sprawców zastawionej na inną osobę) we wsi Smyga.
Kierownictwo OUN, chociaż niezwiązane z żadną organizacją religijną, w sporze o kształt Kościoła prawosławnego na Ukrainie jednoznacznie poparło autokefalistów.

### Kościoły podczas czystki etnicznej na Polakach 1943–1944

#### Autokefaliczny Kościół Prawosławny w Generalnym Gubernatorstwie

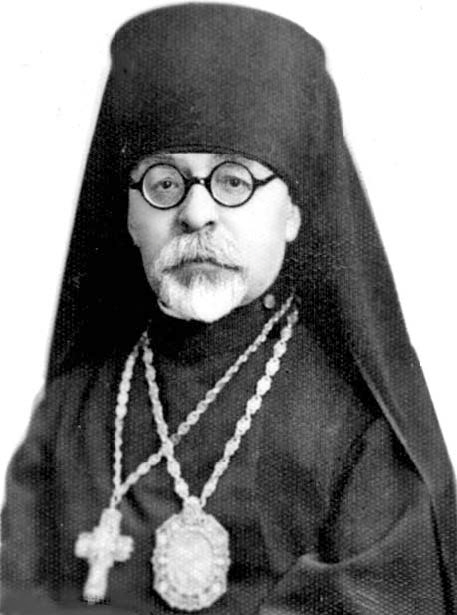
Prawosławny arcybiskup Hilarion (Ohijenko), przywódca prawosławnych Ukraińców na Chełmszczyźnie, wzywał Polaków i Ukraińców do życia w przyjaźni i zaprzestania wzajemnych mordów

4 kwietnia 1944 roku w związku z nasileniem się polsko-ukraińskich walk na Chełmszczyźnie prawosławny arcybiskup Hilarion (Ohijenko) w swoim pasterskim przesłaniu zwrócił się do wszystkich mieszkańców Chełmszczyzny z prośbą o opamiętanie się i zaprzestanie zbrodni. 
Z kolei 15 maja 1944 roku środowisko prawosławnych Ukraińców Chełmszczyzny wydało odezwę do ludności polskiej, w której proszono o zaniechanie ataków polskiego podziemia na ukraińskich cywilów, a ponadto potępiono w niej ludobójcze akty ukraińskiej partyzantki wobec Polaków na Wołyniu, całkowicie się od nich odżegnując i zapewniając Polaków o swojej lojalności i przyjacielskim nastawieniu. Warto wspomnieć, że podczas wspomnianej w odezwie antyukraińskiej ofensywie polskiego podziemia wiosną 1944 roku zginęło kilku duchownych prawosławnych: Lew Korobczuk (Łasków), Mikołaj Holc (Nowosiółki), Piotr Ohryzko (Czartowiec) i Mikołaj Borowik (Pieniany), kanonizowanych w 2003 roku przez Polski Autokefaliczny Kościół Prawosławny. 

#### Ukraiński Autonomiczny Kościół Prawosławny
Pierwszym zwierzchnikiem Ukraińskiego Autonomicznego Kościoła Prawosławnego (w jurysdykcji Patriarchatu Moskiewskiego) został władyka Aleksy (Gromadzki), który zginął 8 maja 1943 roku w zasadzce zorganizowanej przez ukraińskie podziemie pod wołyńską Smygą. Według niektórych źródeł jego śmierć mogła mieć związek z tym, że potępił zbrodnie popełniane przez banderowców na wołyńskich Polakach. Mówił o tym m.in. jego następca Damaskin (Maluta) podczas czerwcowego nabożeństwa w Równem, również potępiając walki między Polakami i Ukraińcami na Wołyniu.
Także biskup Manuel (Tarnawski) potępił publicznie mordowanie Polaków i skrytykował działalność banderowskiej partyzantki, jednocześnie jednak zajmował się denuncjacją swoich przeciwników do niemieckiego aparatu okupacyjnego. Zginął z rąk UPA we wrześniu 1943 roku.
Podczas zmasowanej antypolskiej akcji OUN-B i UPA w końcówce sierpnia 1943 roku, duchowny prawosławny Roman Łeszczyszyn (nie ustalono jego przynależności jurysdykcyjnej) z miejscowości Równo (powiat lubomelski) zachęcał swoich rodaków do udzielania wsparcia Polakom i pomocy dla nich przy przechodzeniu za Bug na Chełmszczyznę. Już wcześniej, po wybuchu wojny niemiecko-sowieckiej uratował przed rozstrzelaniem przez hitlerowców Polaka Mikołaja Waśkę.  
W wołyńskim Gródku Polak Hnat Wowczyk został uratowany przed śmiercią z rąk banderowców przez nieznanego księdza prawosławnego.

#### Kościół greckokatolicki
Jednym z celów czystki etnicznej przeprowadzonej przez OUN-B i UPA było duchowieństwo rzymskokatolickie. Zabójstwa polskich kapłanów i zniszczenie świątyń obrządku łacińskiego miały złamać polski duch oporu. Ofiarą mordów padło w latach 1939–1945 łącznie 35 kapłanów archidiecezji lwowskiej, a 16 innych doświadczyło różnorodnych szykan i cierpień. W samej diecezji łuckiej zginęło 17 księży i zakonników. 5 listopada 1939 duchowieństwo rzymskokatolickie archidiecezji lwowskiej liczyło 805 kapłanów.
Postawa duchownych greckokatolickich wobec tych wydarzeń była niejednoznaczna. Wiele było przypadków solidarności i pomocy dla prześladowanych, np.:
- Po zamordowaniu rzymskokatolickiego proboszcza parafii Markowa, ks. Mikołaja Ferensa, w lutym 1944 r., tamtejszy unicki proboszcz, ks. Mychajło Szczurowski, solidaryzując się z ofiarą, zaniechał uroczystej celebry poświęcenia wody w Święto Jordanu, natomiast odprawił mszę św. żałobną za duszę konfratra[47].
- Podobną postawą wykazał się greckokatolicki proboszcz parafii Koszlaki ks. Teofil Łucyk[47].
- Proboszcz parafii Sorocko ostrzegł lokalnego administratora rzymskokatolickiego, ks. Adama Drzyzgę, o wydanym nań przez nacjonalistów ukraińskich wyroku śmierci[47].
- Greckokatolicki proboszcz Tiudowa został zamordowany wraz z rodziną przez nacjonalistów ukraińskich za nawoływanie w kazaniach do zaprzestania mordów[50].
- Ks. Panasiuk ze Strusowa; za potępianie zbrodni UPA utopiono go w Serecie[51].
- Duchowny greckokatolicki ze Skorodyńców nawołujący do zgody; wybito mu okna i zdewastowano pasiekę. Zagrożony uciekł z parafii[52].
- Ksiądz greckokatolicki Bereziuk zapobiegł mordowi Polaków we wsi Rakowiec. Gdy prowadzono ludzi z kościoła do lasu na rozstrzelanie, Ukraińcy z księdzem na czele po długich pertraktacjach wykupili Polaków[53].
- Proboszcz parafii greckokatolickiej w Krasnem ukrywał w swoim domu proboszcza rzymskokatolickiego, ks. Łukasza Mąkolądrę[54]
- Analogicznej pomocy udzielił ks. Kazimierzowi Lechmanowi kapłan greckokatolicki z parafii Zazdrość[54].
- 17 września 1944 roku ksiądz greckokatolicki z Terki odwiódł dowódcę sotni UPA od zamiaru zabicia trzech Polaków[55];
- Ksiądz greckokatolicki z Leśniowiec k. Lwowa krytykując oprawców powstrzymał mordy w okolicy[56];
- Proboszcz greckokatolicki Michał Tełep z Rogóźna – zabity wraz z rodziną za potępienie zbrodni w Pyszówce[57];
- Greckokatolicki proboszcz z Rajskiego o nazwisku Boziuch wstawił się za prowadzonymi na rozstrzelanie siostrami zakonnymi i ich kapelanem, ks. Kazimierzem Kramarczykiem, co ocaliło im życie[58].

Znane są jednak przypadki, gdy kapłani greckokatoliccy namawiali do pozbycia się Polaków:
- W parafii Toki, Iwan Jacyszyn[59].
- W Mikuliczynie ks. Łuciów głosił na ambonie, że przyszedł czas, by Polaków wyrzucić poza Kraków i Warszawę, zabronił sprzedawać Polakom, twierdząc, że Polak i Żyd to jest to samo[47].
- W Manasterzu ks. W. Smolka nauczał wiernych: ...kiedyś św. Piotr zapyta ciebie o dobre uczynki, ileś wyplenił polskiego kąkolu. I co ty na to, skoro tak bezczynnie czekasz, aż inni za ciebie to zrobią[60][61];
- W parafii Germakówka ks. Iwan Wołoszyn poświęcający broń i wzywający do walki „z kąkolem w pszenicy”[62]
- W parafii Głęboczek ks. Antoni Kaznowski nazywał „Polaków, Żydów i Moskali” wrogami niepodległości Ukrainy[63],
- W Litowisku ks. Pasiecznik nawołujący do mordowania Polaków[64],
- Ksiądz z Chlebowic Świrskich twierdzący, że „Ukraińcy nie mogą przyjść na święcone, jeśli nie zlikwidują Lachów”[65].
- W Pawłowie ks. Wasyl Dawydowycz mówił w kazaniach o „Ukrainie bez Polaków”[66].
- W Kokoszyńcach ks. Procyszyn”[67].
- W Gajach Wielkich k. Tarnopola w lipcu 1943 roku z udziałem księży greckokatolickich odbył się obrzęd poświęcenia broni mającej służyć do rozprawy z Polakami[68],
- W Trembowli księża Stefan Mochrackyj i Iwan Wesołowskyj nawoływali z ambon do mordów[69],
- W Skoromochach k. Buczacza ks. Hełebej szerzył nienawiść do Polaków przypowieściami o „kąkolu, który trzeba zniszczyć”[70],
- W Hłudnie ks. Michajło Hajdiuk. AK z Dynowa w lipcu 1944 roku wykonała na nim wyrok śmierci[71].
- W Cetuli ks. Jan Bury[72];
- Proboszcz greckokatolicki z Radawy[73];
- W Polanie ks. Włodzimierz Wesoły. 14 marca 1944 roku został wychłostany przez Polaków za sianie nienawiści; po tym wydarzeniu mordy ustały[74];
- We wsi Iskań ks. Michajło Huk[75];
- W Krzywczy księża Iwan Tomaszewski i Włodzimierz Rybałt[76];

Odnotowano nawet przypadki osobistego zaangażowania duchowieństwa greckokatolickiego w akcję antypolską:
- Inspiratorem morderstwa ks. Michała Duszenki w Hallerczynie był miejscowy kapłan greckokatolicki[47].
- Greckokatolicki proboszcz parafii Skomorochy Stare, ks. Wasyl Namyj[77].
- Greckokatolicki ksiądz Pałabicki dowodził napadem UPA na Korościatyn[50].
- Ksiądz greckokatolicki z Kut Zakrzewski, święcił noże, którymi później zabijano Polaków[50]. Zdaniem świadków, ks. Zakrzewski także osobiście brał udział w mordach[78]
- W Bucniowie ks. Kurytas[79],
- W Iławczach ks. Raich[80],

Odnotować należy, że według stanu na 1937 rok na terenach greckokatolickiej diecezji lwowskiej, przemyskiej, stanisławowskiej oraz Apostolskiej Administracji Łemkowszczyzny pracę duszpasterską prowadziło 2298 księży greckokatolickich i 7 biskupów. Liczba księży greckokatolickich biorących, w świetle znanych relacji, udział w akcjach antypolskich była według określenia Grzegorza Motyki marginalna.
Zdzisław Konieczny twierdzi, że w dystrykcie krakowskim większość księży greckokatolickich popierała OUN i odnosiła się wrogo do Polaków a liczba ich antypolskich wystąpień była duża.
Według Andrzeja Leona Sowy rzekome święcenie noży przez duchownych prawosławnych i greckokatolickich należy do legend, nie mających pokrycia w rzeczywistości. Podobnego zdania jest Grzegorz Motyka, aczkolwiek badacz ten nie wykluczył, że mogło dojść do jednostkowych takich przypadków. Istnieją dokumenty oraz kilkadziesiąt relacji świadków, w tym naocznych, opowiadających o święceniu narzędzi zbrodni.
Na czele archidiecezji lwowskiej, obejmującej tereny Małopolski Wschodniej, stał od 1923 r. arcybiskup metropolita Bolesław Twardowski. Zwracał się on wielokrotnie do arcybiskupa metropolity greckokatolickiego Andrzeja Szeptyckiego z prośbami o powstrzymanie zbrodni. 30 lipca 1943, w obliczu kulminacji wydarzeń rzezi wołyńskiej, arcybiskup Twardowski skierował list do metropolity Szeptyckiego z prośbą o zapobieżenie podobnym wypadkom w Galicji. List ten zapoczątkował wymianę korespondencji między obu hierarchami, trwającą do 8 marca 1944. Arcybiskup Szeptycki opublikował dwa listy pasterskie do wiernych i duchowieństwa (Nie zabijaj z 21 XI 1942 r. i Posłanie do duchowieństwa i wiernych greckokatolickiej archidiecezji lwowskiej z 10 VIII 1943 r., a także w końcu 1943 specjalny list pasterski Mir o Hospodi (Pro wbiwannja swiaszczennikiw) w sprawie mordów na kapłanach), ale w listach do abp. Twardowskiego twierdził, że eksterminację Polaków poprzedziły: [...] bardzo liczne zabójstwa Ukraińców tylko dlatego, że byli Ukraińcami na Wołyniu, Lubelszczyźnie, Chełmszczyźnie i w okolicach Leżajska. Ponadto wskazywał on, że mordy na Polakach to również dzieło band dezerterów i porachunków. Arcybiskup Szeptycki uważał również, że powinien być wystosowany wspólny apel do wszystkich wiernych obu obrządków o zapobieżenie przelewowi krwi, co nie nastąpiło.
Zdaniem Władysława Filara listy Szeptyckiego nie przyniosły skutku. Według niego księża po przeczytaniu listu metropolity głosili z ambon, że „list jest listem, bo to jest polityka, a Polaków trzeba i tak wyciąć”.
Cała korespondencja odbyła się w okresie przed falą mordów w Galicji, rozpoczętą w końcu lutego 1944. Na terenie Wołynia grekokatolicy byli zaś nieznaczącą mniejszością – 11,1 tys. wiernych (0,5% w 1931), kościół greckokatolicki praktycznie nie posiadał struktur parafialnych, a dla dominujących tam wyznawców prawosławia metropolita greckokatolicki nie był rozstrzygającym autorytetem duchowym jako hierarcha innego wyznania i wobec niewielkiej liczby parafii greckokatolickich nie miał nawet możliwości dotarcia do nich z bezpośrednim przesłaniem. Stanowisko zajęte przez abp. Szeptyckiego zniechęciło w marcu 1944 metropolitę Twardowskiego do kontynuacji wymiany listów. Nie oznaczało to zaprzestania kontaktów między sędziwymi hierarchami. Po śmierci metropolity Szeptyckiego arcybiskup Twardowski wraz z biskupem Eugeniuszem Baziakiem koncelebrował 5 listopada 1944 recytowaną mszę świętą w obrządku łacińskim w Katedrze św. Jura i Requiem przy katafalku zmarłego.
Arcybiskup metropolita Twardowski podjął również w marcu 1944, za pośrednictwem arcybiskupa metropolity krakowskiego Adama Sapiehy, próbę interwencji u generalnego gubernatora Hansa Franka, ale memoriał arcybiskupa Sapiehy do Hansa Franka z 27 marca 1944 nie przyniósł skutku.
Arcybiskup Twardowski zwrócił się również w 1943, równolegle do korespondencji z metropolitą Szeptyckim z listami do diecezjalnych biskupów greckokatolickich: Hryhoryja Chomyszyna i Jozafata Kocyłowskiego. W odpowiedzi biskup Chomyszyn wydał równolegle do listu pasterskiego metropolity własne orędzie:

Podobne orędzie, a zdaniem podziemia polskiego utrzymane w jeszcze bardziej kategorycznym tonie, zostało wydane przez biskupa Chomyszyna, który nakładał klątwę na każdego, kto w nienawiści i zaślepieniu przelewa czyjąś krew. W Tygodniowym przeglądzie najważniejszych wydarzeń w kraju Departamentu Spraw Wewnętrznych Delegatury Rządu na Kraj stwierdzano, że list ten został przyjęty przez ludność i niektórych księży ze zdziwieniem i oburzeniem, dlatego też następny wspólny list pasterski trzech hierarchów Kościoła greckokatolickiego (A. Szeptyckiego, J. Kocyłowskiego, H. Chomyszyna), zawierający niejako podsumowanie wszystkich trzech orędzi, był nieco bardziej stonowany niż chciałaby tego strona polska.
W tej sytuacji nie dziwi zapis w raporcie AK: Kościół greckokatolicki jest jedynie pośród trzech miarodajnych dzisiaj czynników ukraińskich (UCK i OUN) elementem, gdzie stosunkowo najmniej obserwujemy objawów antypolskich, a pomiędzy wierszami wielu deklaracji odczytać możemy nawet niewątpliwe propolskie aluzje. 

Biskup Jozafat Kocyłowski wydał również samodzielny list pasterski w tej sprawie.